# Johannes Kwaschik

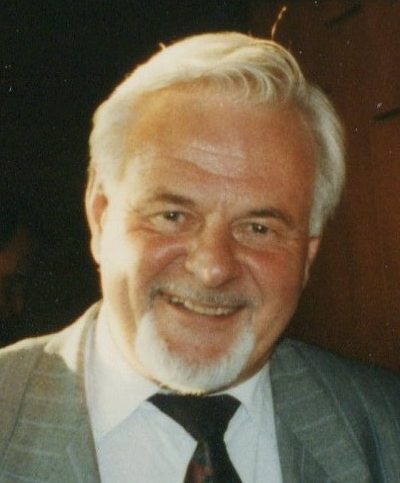
Johannes Kwaschik 1993

Johannes Kwaschik (* 30. September 1948 in Lutherstadt Wittenberg) ist ein deutscher Theologe und Politiker (SPD). Von 1990 bis 2002 war er Oberbürgermeister von Schwerin.

## Biografie
Kwaschik ist der Sohn eines Predigers und einer Pastorin. Er besuchte die Erweiterte Oberschule in Torgau. In der Schulzeit machte er eine Ausbildung zum Agrotechniker. Nach dem Abitur studierte er von 1967 bis 1969 Chemie an der Karl-Marx-Universität Leipzig. 1969 ging er zum Studium der Evangelischen Theologie an das Katechetische Oberseminar Naumburg. Dort bestand er 1975 die Erste Theologische Prüfung. Vom  September 1975 bis August 1976 war er studentischer Mitarbeiter in der Geschäftsstelle der Evangelischen Studentengemeinde in Ost-Berlin. Im unmittelbaren Anschluss leistete er das einjährige Vikariat (Repetentur) in Naumburg (Saale). Die Zweite Theologische Prüfung bestand er im August 1978 in Magdeburg. Er war ein Jahr Assistent in Naumburg und wurde im. November 1978 ordiniert.
Ab August 1979 war er Pastor in Bad Schmiedeberg. Im August 1986 wurde er als Rektor des Katechetischen Aus- und Weiterbildungszentrums in Schwerin berufen.
Nach der Wende und friedlichen Revolution in der DDR gehörte er zu den Gründern der SPD Mecklenburg-Vorpommern. Nach der Bundestagswahl 1990 kandidierte er erfolgreich für das Amt des Schweriner Oberbürgermeisters. Vom kirchlichen Dienst wurde er freigestellt. Er war von 1990 bis 2002 Vizepräsident des Deutschen Städte- und Gemeindebundes.
Anfang 1999 betrieben die Christlich Demokratische Union Deutschlands und die Partei des Demokratischen Sozialismus erfolglos die Abwahl Kwaschiks. Er kandidierte 2002 nicht erneut; sein Nachfolger wurde Norbert Claussen (CDU). Kwaschiks Amtszeit ist verbunden mit der erfolgreichen Sanierung der Stadt im Zentrum und in vielen Stadtteilen.
Seit 2002 war er ehrenamtlich im Arbeiter-Samariterbund in Berlin tätig. Zudem war er im Vorstand des Fröbelvereins Potsdam.

Von 2006 war er Mitglied und von 2008 bis 2018 Vorsitzender des Aufsichtsrates des Diakonie-Konzerns Oberlinhaus in Potsdam - Babelsberg.